# Häxjakten (TV-serie)
Häxjakten (danska: Tidsrejsen – Arven efter Drago) är en dansk dramaserie för ungdomar som hade premiär i Danmark i juni 2025.

## Handling
Serien följer furstesonen Laurentius och nutida tidsresenären Holly Storm.

## Rollista (i urval)
- Julian Brix - Laurentius Drago
- Lærke Krabbe de Waal - Holly Storm
- Caspar Phillipson
- Rasmus Hammerich - furste Drago
- Youssef Wayne Hvidtfeldt
- Kristian Gintberg
- Marie Askehave
- Laura Bro